# 郡山総合運動場開成山陸上競技場
郡山総合運動場開成山陸上競技場（こおりやまそうごううんどうじょう かいせいざんりくじょうきょうぎじょう）は、福島県郡山市の開成山総合運動場内にある陸上競技場兼球技場である。ヒロセ電機が愛称命名権を獲得し、郡山ヒロセ開成山陸上競技場（こおりやまヒロセかいせいざんりくじょうきょうぎじょう）の愛称が使用されている。
開成山地区体育施設の整備事業に伴い、2024年（令和6年）2月1日から2025年（令和7年）3月31日まで休館し、2025年4月に利用を開始する予定である。なお、補助陸上競技場については2023年（令和5年）10月1日から2024年7月20日まで休館し、2024年8月上旬ごろに利用を開始する予定である。

## 施設概要
- 日本陸上競技連盟公認第3種競技場（400mx8レーン）
- 天然芝グラウンド
- 収容人員 15,474名（メインスタンド:座席、バック及びコーナースタンド:芝生）[3]
- 照明設備：無し
- サブトラックあり（開成山陸上競技場補助競技場、300mx6レーン、観客席 830人収容）[3]
- その他、更衣室、シャワー室、ミーティング室、医務室、車いす対応エレベータ、多機能トイレ、室内走路あり[4]

## スポーツイベント
- 福島県郡山市を本拠地にし、1997年に財政悪化により解散したJFLのサッカーのクラブチーム、福島FCのホームスタジアムとして利用されていた。
- 1988年8月20日から21日にかけて、第15回全日本中学校陸上競技選手権大会が開催された。
- 1994年10月1日にはJリーグプレシーズンマッチ 浦和vs横浜Mが開催された。
- 1994年から開催されているマラソン大会、郡山シティーマラソンではスタート地点として利用されている。
- 1995年のふくしま国体ではサッカーの会場となった[5]。

## スポーツ以外のイベント
- 1974年8月4日から10日にかけて、日本初の本格的なロック・フェスティバルとしてワンステップフェスティバルが開かれた。
- 2014年（平成26年）10月18日と19日には、開成山公園でB-1グランプリが開催され[6]、陸上競技場も会場の一部として利用された。